# Пушкино (Алушта)
Пу́шкино (до 1948 года Кизилко́й, Кучук-Ко́й; укр. Пушкіне, крымскотат. Qızılköy, Къызылкой) — село на Южном берегу Крыма. Входит в Городской округ Алушта Республики Крым (согласно административно-территориальному делению Украины — в составе Маломаякского сельского совета Алуштинского горсовета Автономной Республики Крым).

## Население
| 2001 | 2014 |
| ---- | ---- |
| 212  | ↗273 |

Всеукраинская перепись 2001 года показала следующее распределение по носителям языка:
| Язык             | Число жит. | Процент |
| ---------------- | ---------- | ------- |
| русский          | 188        | 88,68   |
| украинский       | 23         | 10,85   |
| крымскотатарский | 1          | 0,47    |

### Динамика численности
- 1989 год — 297 чел.[13]
- 2001 год — 212 чел.
- 2009 год — 204 чел.[14]
- 2014 год — 273 чел.[15]

## Современное состояние
На 2018 год в Пушкино числится 3 улицы и 1 переулок; на 2009 год, по данным сельсовета, село занимало площадь 27 гектаров на которой, в 80 дворах, проживало 204 человека. Пушкино связано троллейбусным сообщением с Алуштой, Ялтой, Симферополем и соседними населёнными пунктами.

## География
Пушкино расположено на Южном берегу Крыма, в южной части территории горсовета, в балке ручья Шарханлык-Узень (левый приток Аян-Узеня), высота центра села над уровнем моря 273 м. Село лежит на автодороге (троллейбусная трасса) 35А-002 (часть европейского маршрута E 105, М-18). Расстояние до Алушты около 12 километров (по шоссе), ближайшая железнодорожная станция — Симферополь-Пассажирский — примерно в 61 километрах. Соседние населённые пункты: почти примыкающее с севера Кипарисное, в 1,5 км на запад Запрудное и в 1 км южнее — Партенит.

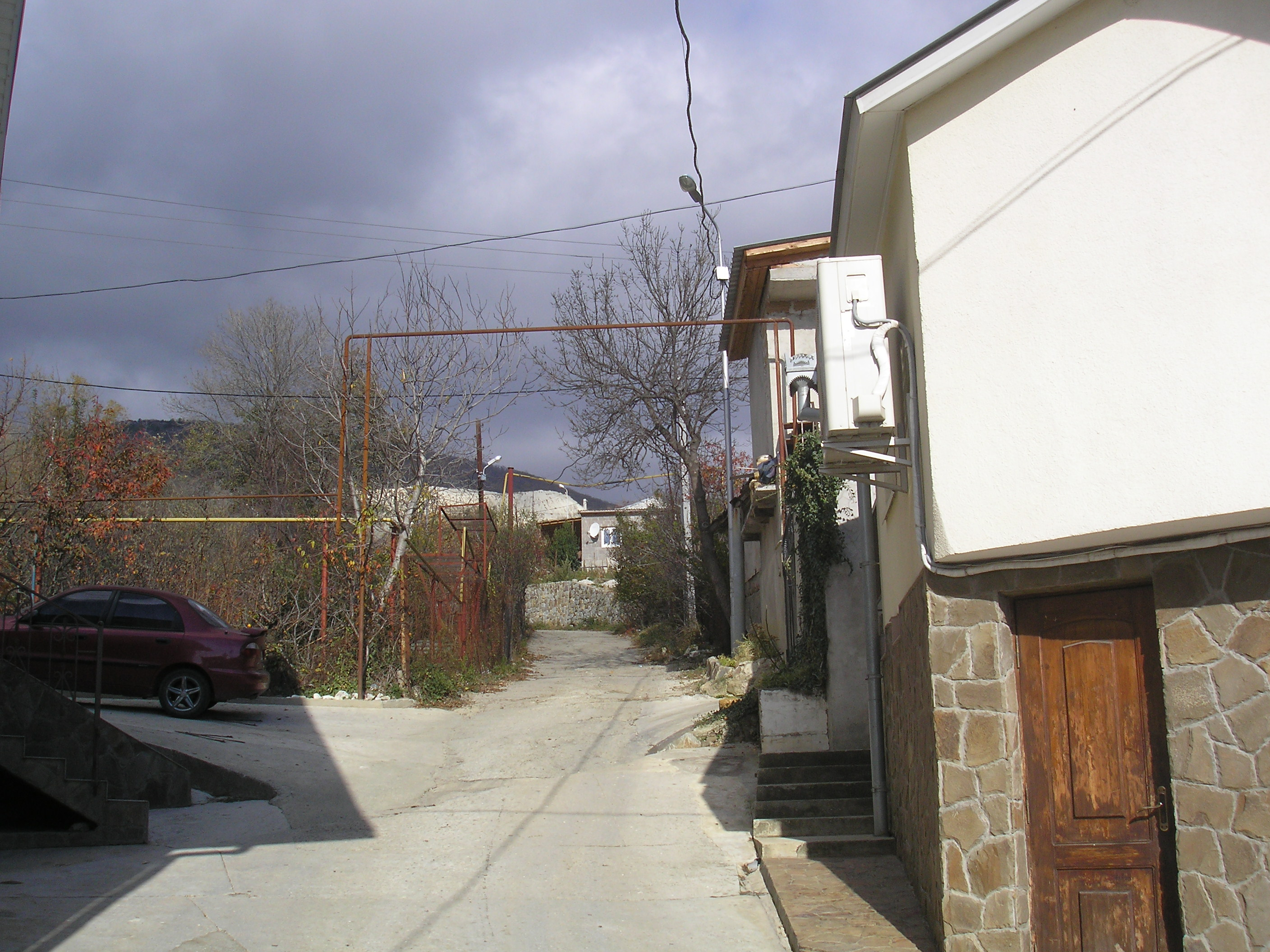
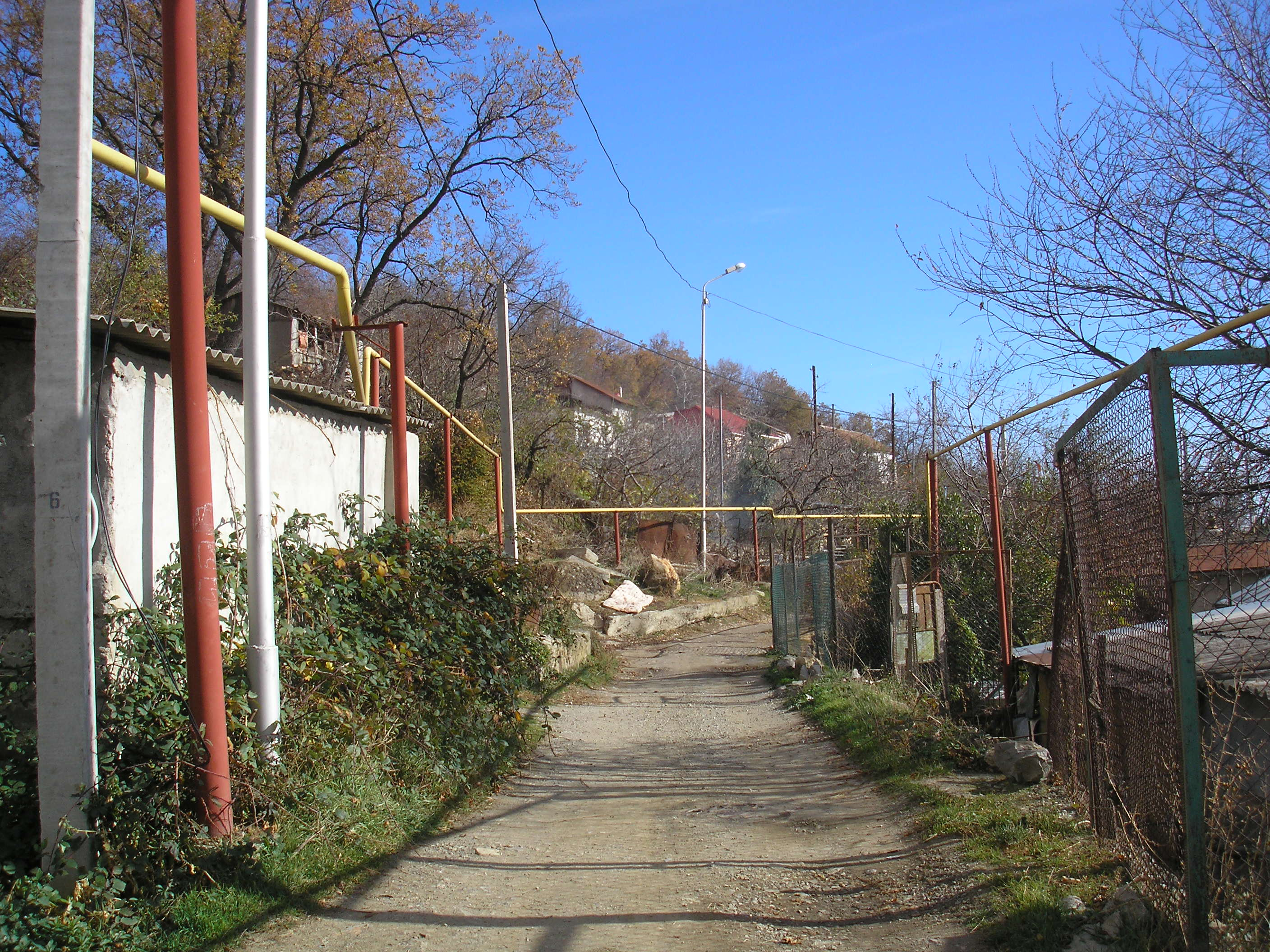
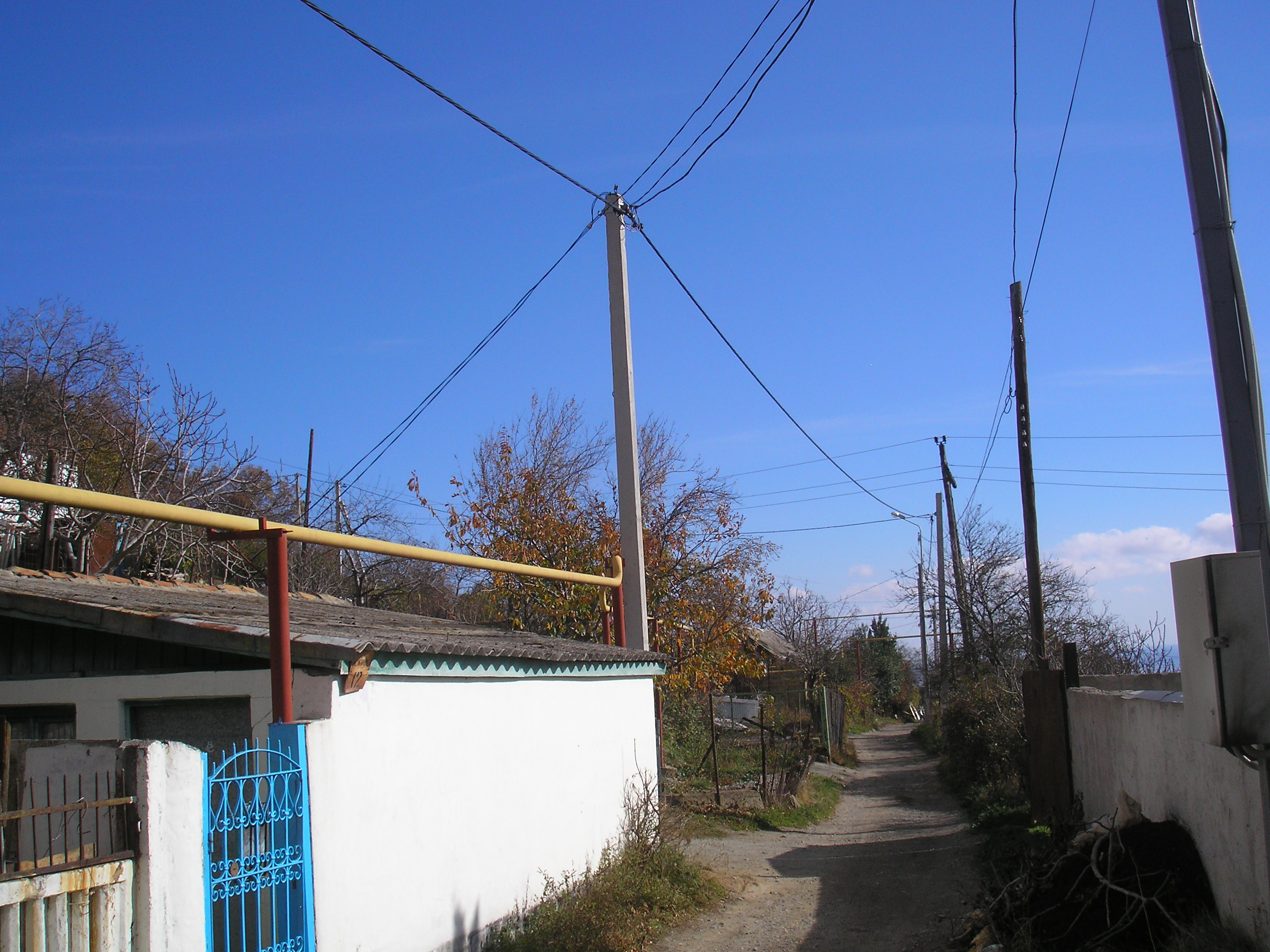

## История
Впервые в доступных источниках название встречается в указе Президиума Верховного Совета РСФСР от 18 мая 1948 года, которым Кучук-Кой переименовали в Пушкино, хотя на последних довоенных картах — километровке Генштаба Красной армии 1941 года — Кучук-Кой подписан на месте нынешнего Кипарисного (что тоже не совсем верно). На месте же Пушкино никакого населённого пункта нет (на двухкилометровке РККА 1942 года — безымянное строение), возможно, это могло быть возникшее в п\довоенное время селение Кизилькой. На более ранних картах: трёхверстовой 1865 года и верстовой 1890 года (здесь на месте села подписана корчма). В 1948 году территория Ялтинского района передан полностью в состав Ялтинского горсовета и Пушкино вошло в состав Большой Ялты. 26 апреля 1954 года Крымская область была передана из состава РСФСР в состав УССР. На 15 июня 1960 года Пушкино уже в составе Маломаякского сельсовета Алуштинского района. 1 января 1965 года, указом Президиума ВС УССР «О внесении изменений в административное районирование УССР — по Крымской области», Алуштинский район был преобразован в Алуштинский горсовет и село включили в его состав. По данным переписи 1989 года в селе проживало 297 человек. С 12 февраля 1991 года село в восстановленной Крымской АССР, 26 февраля 1992 года переименованной в Автономную Республику Крым. С 21 марта 2014 года в составе Крыма аннексировано Россией, с 5 июня 2014 года — в Городском округе Алушта.

## Достопримечательности
На видовой площадке на трассе Ялта-Симферополь установлен памятник А. С. Пушкину. Памятник установлен в 60-е годы XX века. Рядом с памятником плита, на которой высечены строки из романа в стихах «Евгений Онегин»:

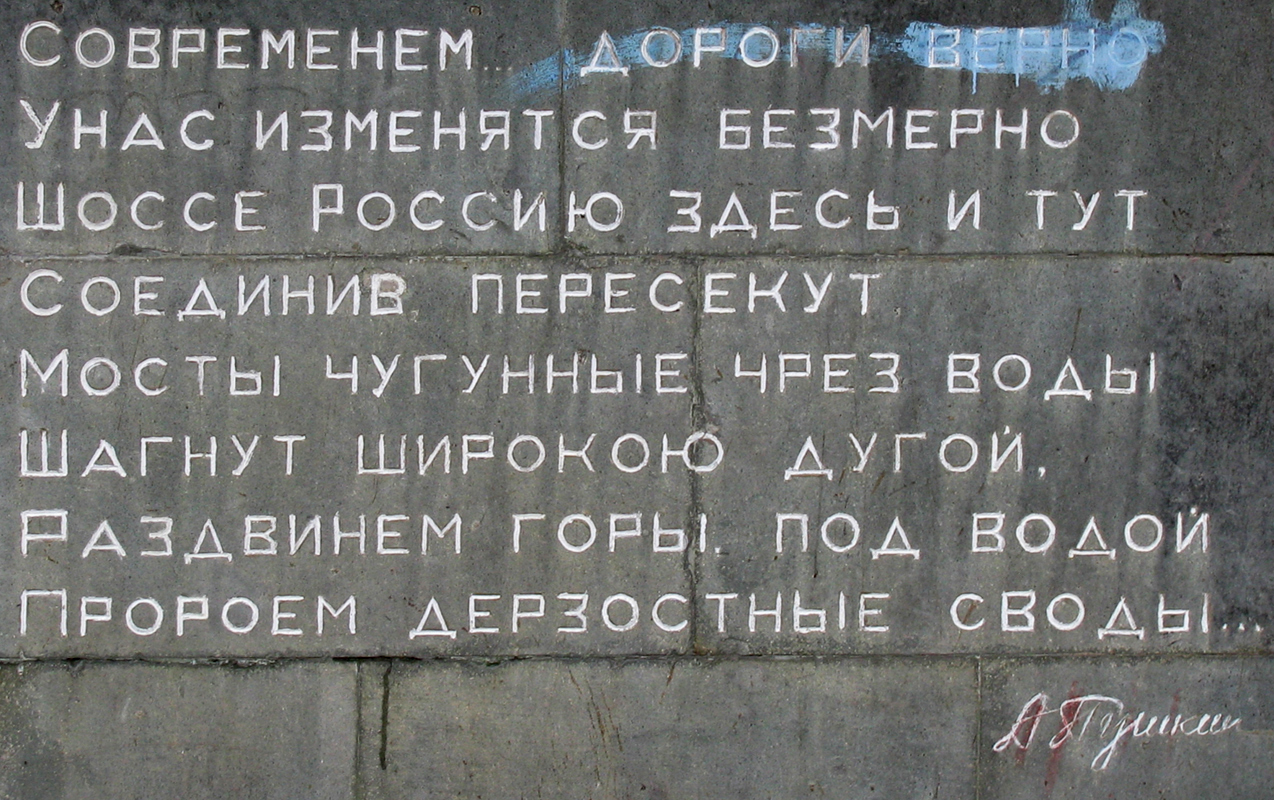

Со временем …  дороги верно
У нас изменятся безмерно:
Шоссе Россию здесь и тут,
Соединив, пересекут.
Мосты чугунные чрез вод
Шагнут широкою дугой,
Раздвинем горы, под водой

Пророем дерзостные своды  